# Sabina (visfigur)
Sabina är en återkommande kvinnogestalt i Stefan Sundströms låttexter. Hon figurerar bland annat i låtarna "Sabina" (1-5), "Sabinas sjätte sång", "Uppe på scenen", "Hur Sabina gör en konst utav att gå", "Sabinas pappa Razzo", "Har någon sett Sabina?" och "Sabinas morgonvals".
Eventuellt har Sabina vissa drag gemensamma med Sundströms livskamrat Karin Renberg. Hon har även lånat karaktärsdrag av bland annat Lena Olins rollfigur i filmen Varats olidliga lätthet och sägs i låten Uppe på scenen vara en kombination av Marilyn Monroe och Ulrike Meinhof.